# Jack Mercer
Jack Mercer, nato Winfield B. Mercer (Worthington, 31 gennaio 1910 – New York, 7 dicembre 1984), è stato un doppiatore statunitense.

## Biografia
È stato un prolifico doppiatore, animatore e sceneggiatore televisivo. È meglio conosciuto come la voce dei personaggi dei cartoni animati Braccio di Ferro (Popeye the Sailor Man in lingua originale) e Felix the Cat. Figlio di artisti di vaudeville e Broadway, si è esibito anche sul vaudeville e sui palcoscenici teatrali.
Ha iniziato il suo lavoro nei cartoni animati come intercalatore, ovvero apprendista animatore, presso i Fleischer Studios. Quando William Costello, la voce originale dei cartoni animati di Popeye (1933-1935), fu licenziato, Mercer prese il suo posto dopo alcune esercitazioni. Il primo cartone animato di Mercer fu King of the Mardi Gras del 1935.
Mercer ha continuato a dare la voce al marinaio per i Fleischer, per i cartoni animati dei Famous Studios della Paramount (1942-1957), per una serie di cartoni animati televisivi del King Features Syndicate e per uno spettacolo di cartoni animati del sabato mattina (1978-1983) prodotto da William Hanna e Joseph Barbera; così come le battute per il segmento di apertura del film live-action Popeye - Braccio di Ferro (1980); il ruolo regolare del film di Popeye è stato interpretato da Robin Williams. Mercer ha anche interpretato altre voci di cartoni animati, comprese tutte le voci per una serie di cartoni animati di Felix the Cat prodotti durante il 1959-62.
Mercer ha anche doppiato diversi personaggi del film I viaggi di Gulliver (1939), un certo numero di voci, tra cui Mr. Bumble e Swat la mosca, per Hoppity va in città (1941), alcuni personaggi de L'invincibile Ercole (1963-1964) e lo scienziato pazzo in uno dei cartoni animati della serie Superman. La voce naturale di Mercer era relativamente acuta per un uomo, ed è stato in grado di interpretare anche alcune delle voci femminili.
È stato anche scritturato regolarmente con Pinto Colvig (che ha doppiato Gabby dalla serie di film). Mercer ha anche scritto centinaia di sceneggiature per varie serie di cartoni animati, tra cui una serie di episodi di Popeye, cartoni animati prodotti per Paramount Pictures, Bufalo Bau e Milton the Monster.
Nel 1973 appare in un episodio del programma televisivo To Tell the Truth.

### Vita privata
La prima moglie di Mercer fu Margie Hines, che fornì la voce di Olivia Oyl dal 1939 al 1944. Dopo aver divorziato da Hines, nel 1950 sposò la sua seconda moglie Virginia Caroll, e la coppia rimase sposata fino alla morte di Mercer nel 1984.
Morì a New York all'età di 74 anni dopo problemi legati al cancro allo stomaco.

## Filmografia

### Doppiaggio
| Anno                 | Titolo                                 | Ruolo                                              | Note                          |
| -------------------- | -------------------------------------- | -------------------------------------------------- | ----------------------------- |
| 1935–1945, 1947–1957 | Braccio di Ferro                       | Braccio di Ferro                                   | Voce, non accreditato         |
| 1939                 | I viaggi di Gulliver                   | Principe Davide / Re Little                        | Voce, non accreditato         |
| 1941                 | Hoppity va in città                    | Signor Calabrone / Swat                            | Voce                          |
| 1958–1960            | Il gatto Felix                         | Tutti i personaggi                                 | Voce, 126 episodi             |
| 1963                 | The New Casper Cartoon Show            | Bear / Stork / Spooky                              | Voce, 2 episodi               |
| 1963–1964            | L'invincibile Ercole                   | Newton / Dedalo / Terone / voci aggiuntive         | Voce, 12 episodi              |
| 1978–1983            | Le nuove avventure di Braccio di Ferro | Braccio di Ferro/ Trinchetto / Braccino / Bracetto | Voce, ruolo ricorrente        |
| 1980                 | Popeye - Braccio di Ferro              | Braccio di Ferro - prologo animato                 | Voce, (ruolo finale del film) |

### Sceneggiatore
| Anno      | Titolo                                 | Note                |
| --------- | -------------------------------------- | ------------------- |
| 1942–1957 | Braccio di Ferro                       | Scrittore di storie |
| 1963      | The Deputy Dawg Show                   | 2 episodi           |
| 1978      | Dinky Dog                              | 16 episodi          |
| 1978–1981 | Le nuove avventure di Braccio di Ferro |                     |